# روب روي كيلي
روب روي كيلي (بالإنجليزية: Rob Roy Kelly)‏ هو مصمم جرافيك أمريكي، ولد في 15 مارس 1925، وتوفي في 22 يناير 2004.